# Konju
Konju är en ort i Estland. Den ligger i Toila kommun och landskapet Ida-Virumaa, i den östra delen av landet, 160 km öster om huvudstaden Tallinn. Konju ligger 49 meter över havet och antalet invånare är 125.
Terrängen runt Konju är mycket platt. Havet är nära Konju norrut. Runt Konju är det glesbefolkat, med 13 invånare per kvadratkilometer. Närmaste större samhälle är Kohtla-Järve, 19,6 km väster om Konju. I omgivningarna runt Konju växer i huvudsak blandskog.